# Маковці (Дзержинський район)
Маковці (рос. Маковцы) — село в Дзержинському районі Калузької області Російської Федерації.
Населення становить 192 особи. Входить до складу муніципального утворення Присілок Нікольське.

## Історія
Від 2004 року входить до складу муніципального утворення Присілок Нікольське.

## Населення
| 2002 | 2010 |
| ---- | ---- |
| 209  | ↘192 |